# Divoš (Sremska Mitrovica)
Pour les articles homonymes, voir Divoš.
Divoš (en serbe cyrillique : Дивош) est une localité de Serbie située dans la province autonome de Voïvodine et sur le territoire de la ville de Sremska Mitrovica, district de  Syrmie (Srem). Au recensement de 2011, elle comptait 1 361 habitants.
Divoš, officiellement classé parmi les villages de Serbie, est une communauté locale, c'est-à-dire une subdivision administrative, de la ville de Sremska Mitrovica. Sur le territoire de la localité se trouve le monastère de Kuveždin, un des 16 monastères orthodoxes de la Fruška gora.

## Géographie

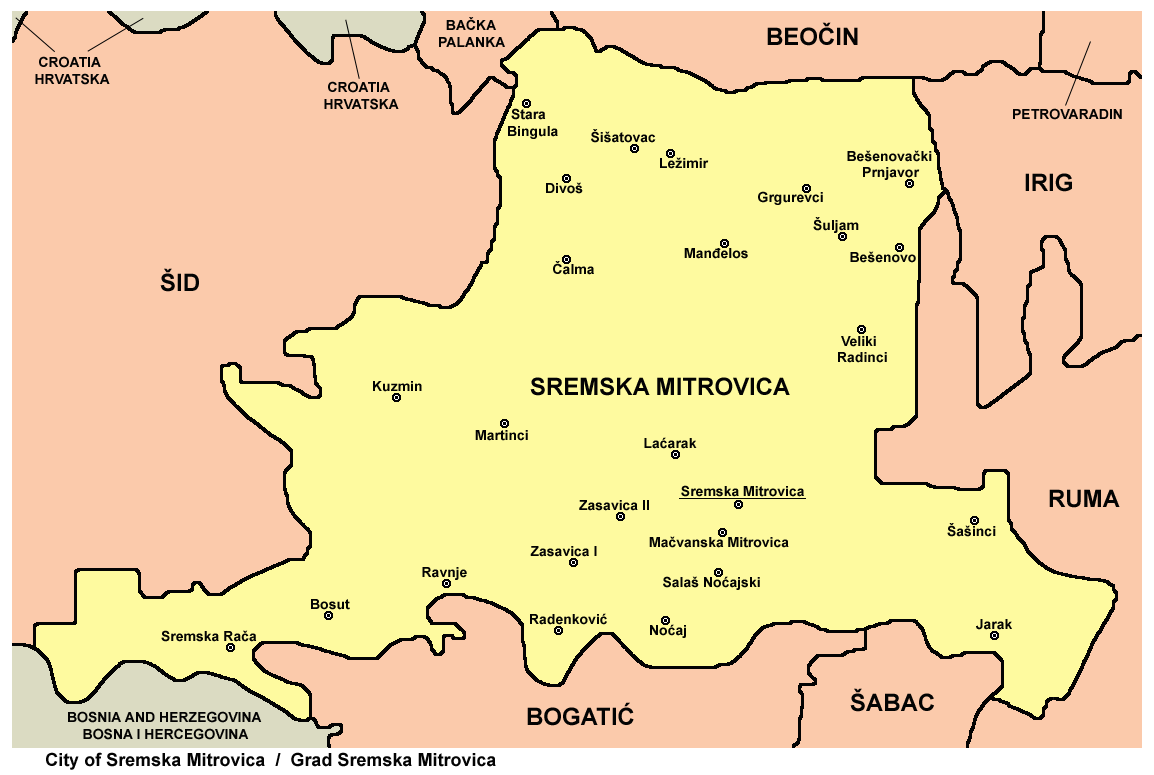
Localisation de Divoš dans la ville de Sremska Mitrovica

Divoš se trouve dans la région de Syrmie, sur les pentes méridionales du massif de la Fruška gora. Le village est situé sur la route Sremska Mitrovica-Ilok-Bačka Palanka. Les localités les plus proches sont Čalma, Šišatovac, Stara Bingula (sur le territoire de la Ville de Sremska Mitrovica) et Bingula (dans la municipalité de Šid).
Le ruisseau Jaroš, canalisé, sépare le territoire du village en deux grandes parties. La première, située sur les pentes qui dominent le ruisseau, est formée par les hameaux de Velika Strana et Mala Strana ; la seconde, autour du hameau de Prnjavor, se trouve dans la vallée.
Le territoire du village est principalement constitué de lœss. Le sud est occupé par des champs, des vignobles et des vergers ; le reste est couvert de forêts de chênes, de charmes et de tilleuls.

## Démographie

### Évolution historique de la population
| 1948  | 1953  | 1961  | 1971  | 1981  | 1991  | 2002  | 2011  |
| ----- | ----- | ----- | ----- | ----- | ----- | ----- | ----- |
| 1 387 | 1 495 | 1 614 | 1 644 | 1 618 | 1 527 | 1 585 | 1 361 |

|  |

### Données de 2002
Pyramide des âges (2002)
En 2002, l'âge moyen de la population était de 40,5 ans pour les hommes et 43,1 ans pour les femmes.
Répartition de la population par nationalités (2002)
En 2002, les Serbes représentaient environ 92,6 % de la population.

### Données de 2011
En 2011, l'âge moyen de la population était de 44,9 ans, 43,5 ans pour les hommes et 46,2 ans pour les femmes.

## Vie locale
En plus de sa mairie, Divoš dispose de quelques magasins et d'une école élémentaire. Le village possède un club de football, le FK Hajduk Divoš.

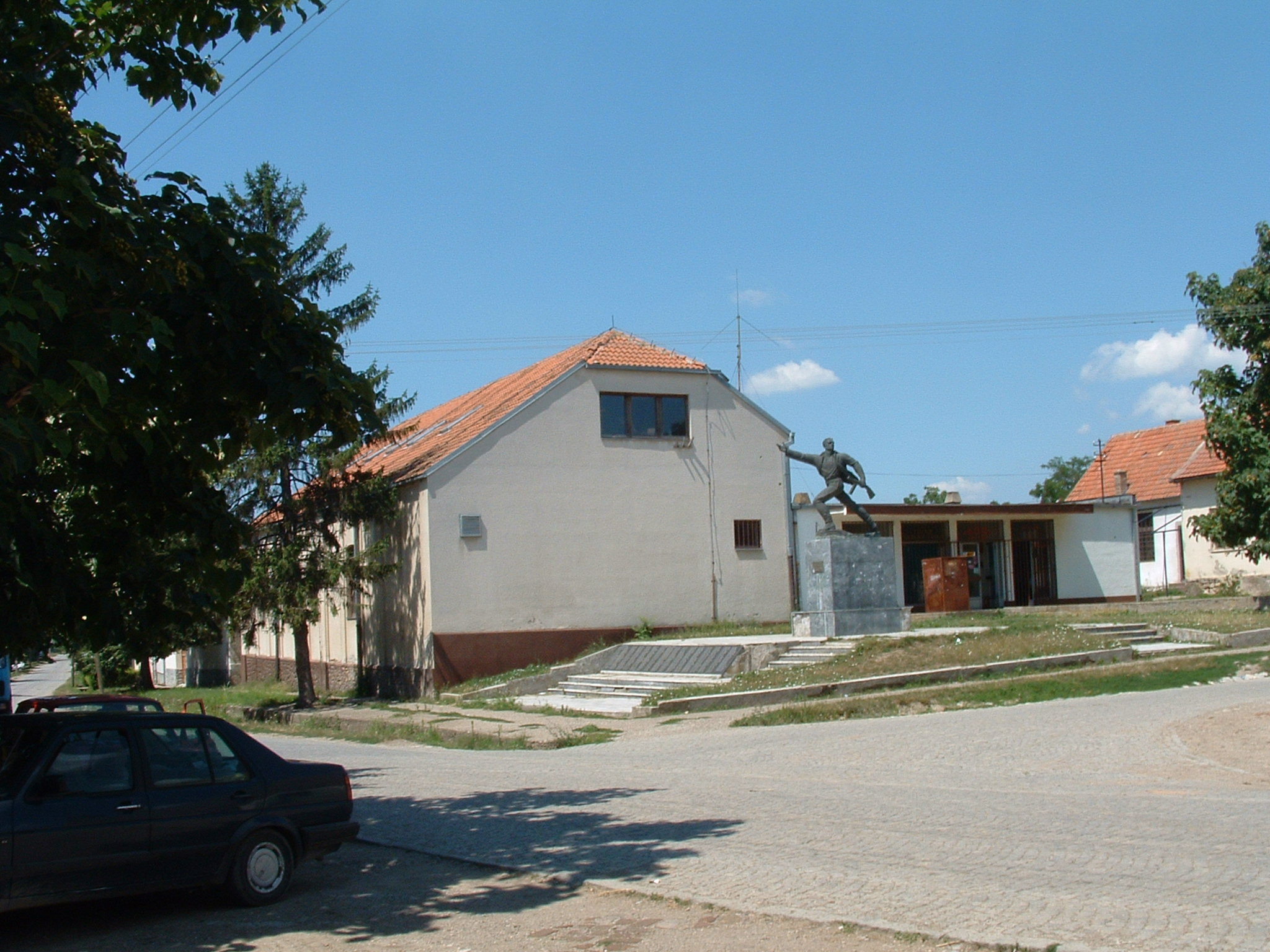
Le centre du village

## Économie
L'économie du village repose principalement sur l'agriculture, notamment la production de légumes. La viticulture, autrefois importante est en nette régression. Le village possède aussi quelques entreprises travaillant dans l'industrie du bois.

## Tourisme

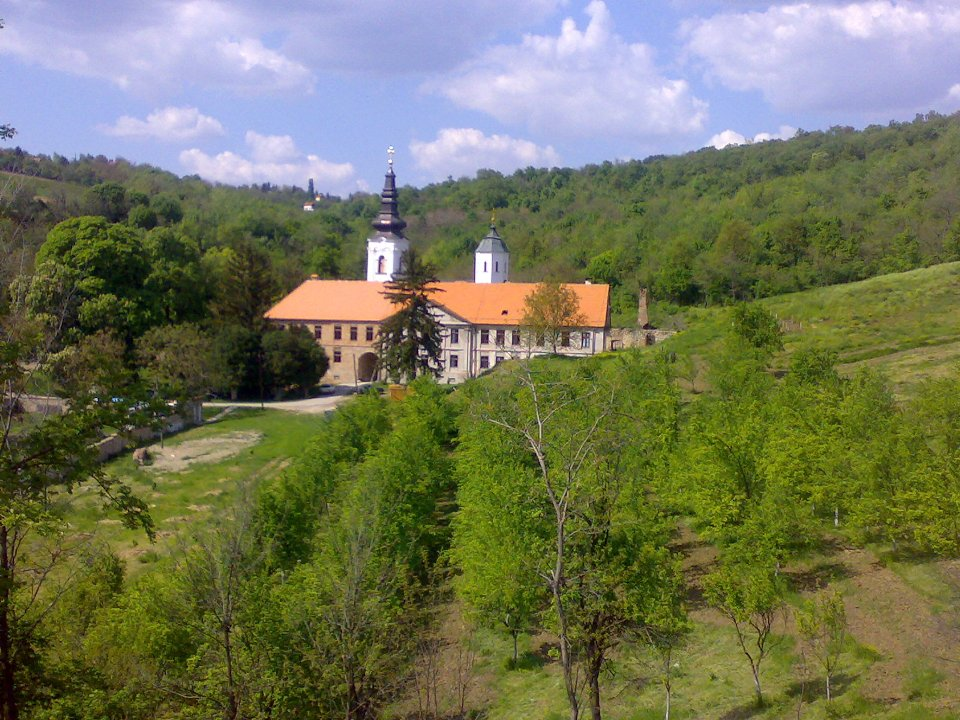
Le monastère de Kuveždin

Deux monastères orthodoxes serbes se trouvent à proximité immédiate du village, tous deux considérés comme des monuments d'importance exceptionnelle de la république de Serbie. Le monastère de Divša, situé entre Vizić et Divoš, a sans doute été fondé par le despote serbe Jovan Branković à la fin du XVe siècle ; il est mentionné pour la première fois dans des documents turcs de la seconde moitié du XVIe siècle. Le monastère de Kuveždin se trouve sur le territoire du village ; la tradition en attribue la fondation à Stefan Štiljanović qui fut despote de Serbie de 1537 à 1540 mais la première mention avérée de cet établissement religieux remonte à 1566-1569.

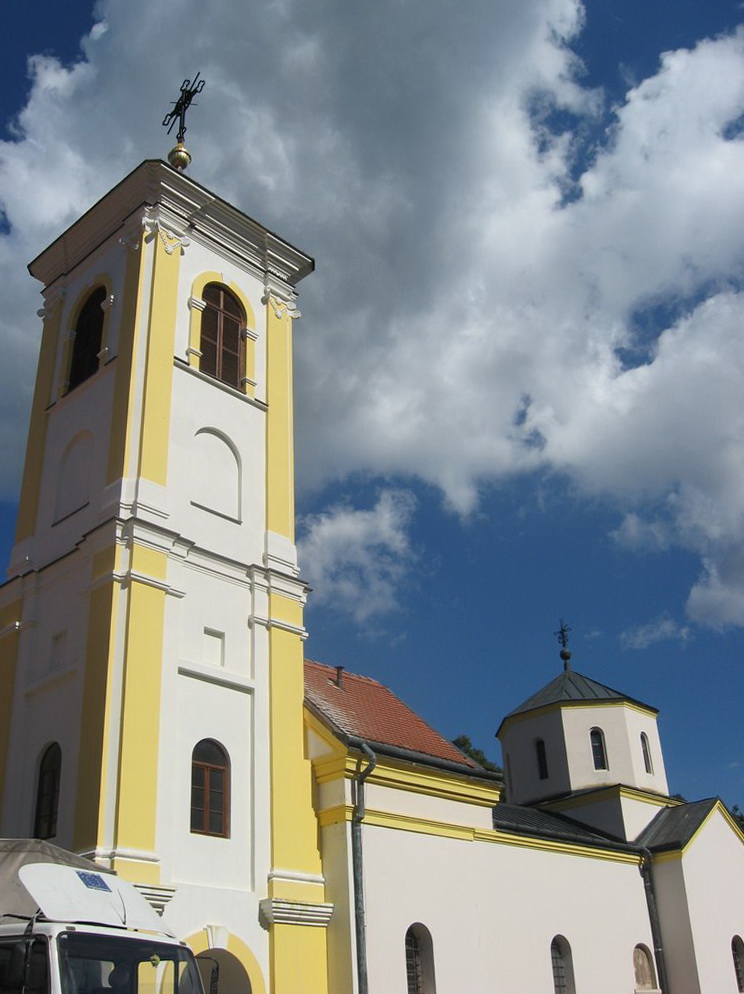
Le monastère de Divša

L'église Saint-Georges de Divoš a été construite en 1769 ; elle est inscrite sur la liste des monuments culturels de grande importance du pays.